# Classe Moskva
Gli incrociatori portaelicotteri classe Moskva erano navi di grandi dimensioni, realizzate dai sovietici per tentare di contrastare la nuova minaccia dei sottomarini lanciamissili statunitensi, armati con i missili Polaris e Poseidon.
Le due unità della classe che avrebbe dovuto comprendere parecchie (forse 12) navi vennero realizzate nel 1967 e 1969.
La classificazione sovietica per questo tipo di navi era PKR (Противолодочный крейсер translitterato Protivolodočnyj Krejser), ovvero incrociatore antisommergibile.

## Caratteristiche

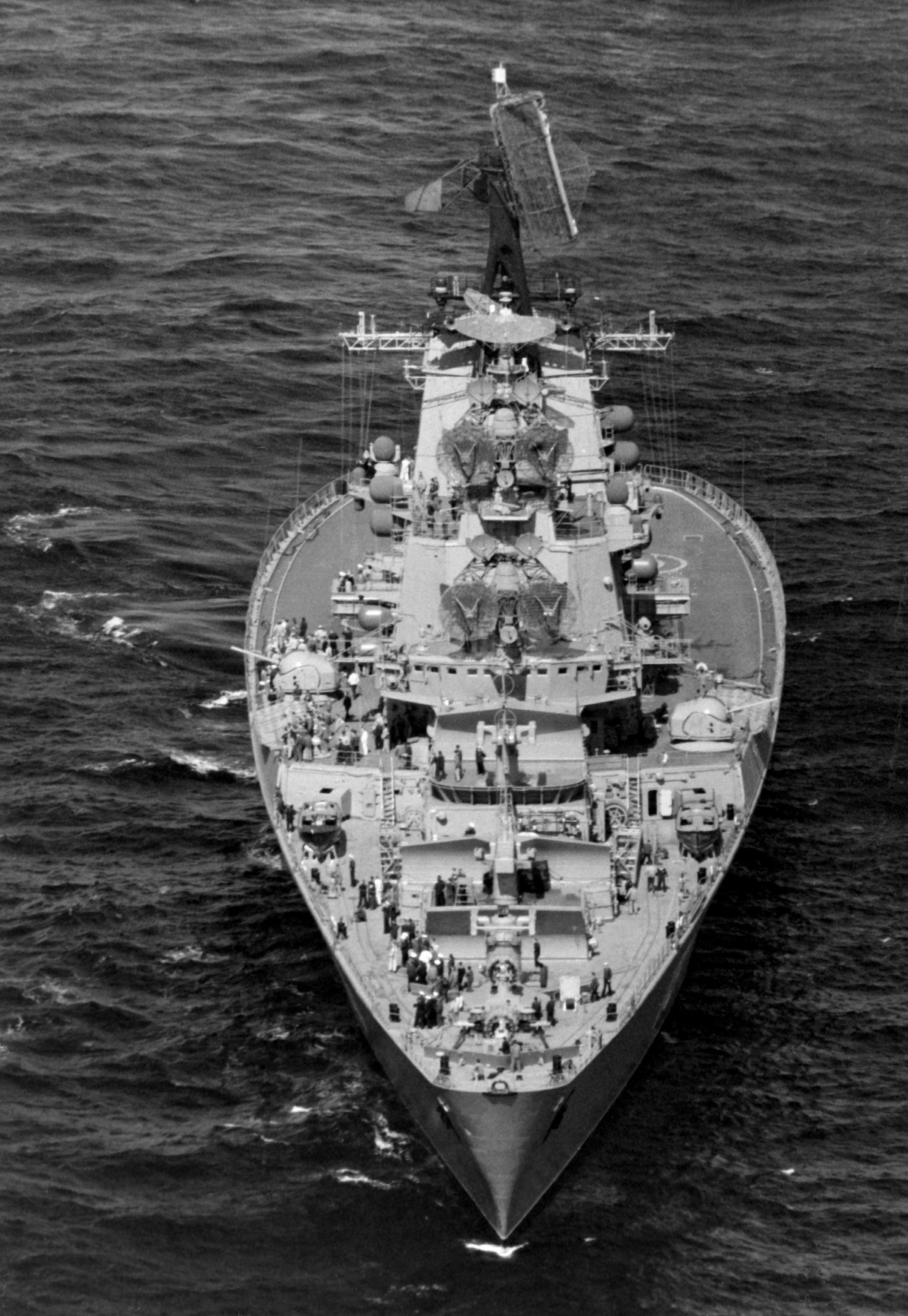
La Leningrad, vista dalla prua, appare totalmente diversa che dal settore poppiero

Il progetto prevedeva unità simili a quelle della classe Andrea Doria, ma ben più grandi anche del Vittorio Veneto. Esse avevano uno scafo a ponte continuo senza nessuna sensibile elevazione del bordo libero prodiero. Una progettazione dello scafo che verteva su di un basso rapporto lunghezza-larghezza, circa 7:1, per ospitare il largo ponte di volo e l'hangar.
L'apparato motore era costituito da 2 turboriduttori a vapore, su 2 assi, per un totale di 100.000 hp stimati, con una velocità peraltro limitata a circa 30 nodi.
Le sovrastrutture erano costituite da un alto torrione piramidale a gradoni, con davanti un ponte prodiero dotato di una selva di armi e torrette varie. Il torrione aveva una grande quantità di sensori elettronici di vario genere, oltre a 2 torri d'artiglieria. Nella parte posteriore di esso era sistemato, letteralmente a filo della superficie poppiera della sovrastruttura, il complesso dei fumaioli, perfettamente integrato con il torrione al punto da far risultare difficilmente distinguibile anche il "camino" alla sommità della straordinaria sovrastruttura progettata per queste navi. Tra le canne fumarie principali era ricavato un hangar con una lunghezza di 15 metri, capace di 2 elicotteri.

### Gruppo di volo
La parte posteriore della nave era dedicata solo all'attività di volo del gruppo di Kamov Ka-25, compatti ed efficienti elicotteri a doppio rotore controrotante (detti anche "elicotteri a rotore coassiale"), che potevano disporre di un ponte di diverse migliaia di metri quadrati, con 2 elevatori da 16,5 × 4 metri che servivano per il passaggio tra la coperta e il sottostante hangar da 24x65 metri, capace di 18 elicotteri, che con gli altri 2 dell'hangar nella sovrastruttura sarebbero stati un totale, molto rispettabile, di 20 unità. Ma in pratica, per movimentare gli elicotteri con più facilità, normalmente ne venivano imbarcati non più di 14. È verosimile che l'hangar superiore sia stato usato solo per operazioni di manutenzione per sistemare gli elicotteri senza portarli sotto coperta.

### Armamento

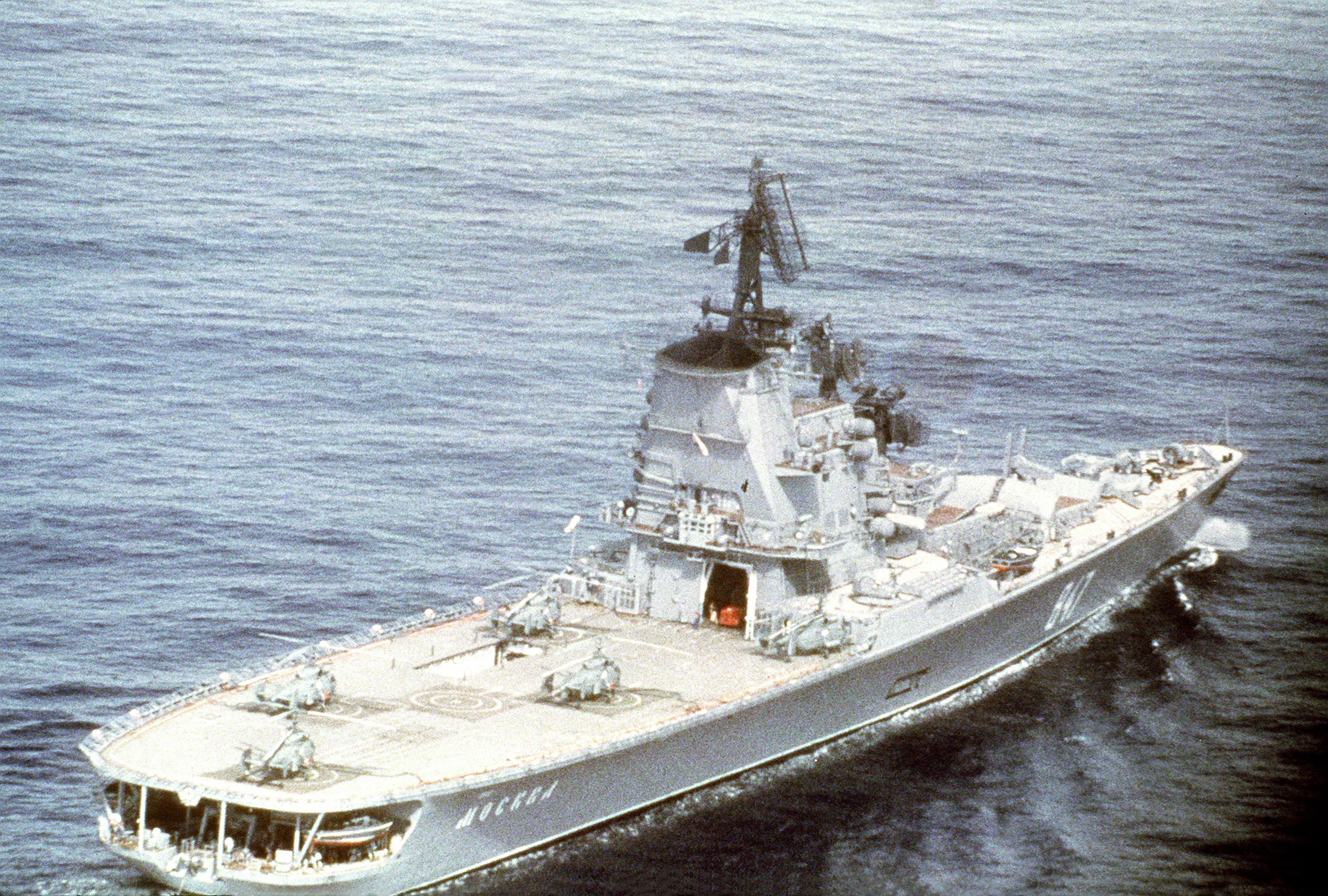
il ponte di volo della Moskva

In termini di armamento, le navi avevano anzitutto una capacità di difesa aerea di tutto rispetto, con 2 lanciatori binati per missili SA-N-3 Goblet e 48 armi complessive, sistemati sul gradino più basso della sovrastruttura.
Più in avanti, all'estrema prua, vi era una rampa per il lancio di missili FRAS-1, con 20 armi complessive, inizialmente dotate di sole cariche nucleari, poi integrate con missili dotati di siluri ASW (cioè antisommergibile). Il loro progetto è derivato direttamente da quello dei FROG terrestri, pertanto si possono considerare come equivalenti dell'ASROC, ma essendo armi di grandi dimensioni, per un raggio di oltre 30 km, non avevano rampe multiple ma un sistema di lancio a rampa con sottostante deposito. Tutto sommato, erano sistemi ragionevolmente meno costosi e complessi dei successivi per i missili SS-N-14 Silex.
Più avanti ancora, all'estrema prua erano presenti 2 RBU-6000, lanciarazzi con 250 mm di calibro, 6 km di gittata, 120 kg di peso e 21 kg di testata. Lanciabili in salve contro i sottomarini, questi razzi possono essere usati anche per intercettare siluri avvistati con sufficiente anticipo.
I cannoni delle navi, soprattutto usati in azioni antiaerei, erano 2 torri da 57mm con un disegno moderno e prestazioni soddisfacenti, anche se la mancanza di spolette di prossimità rendeva poco efficace il loro impiego contro bersagli come i missili.
Le navi disponevano inizialmente di due lanciasiluri quintupli da 533mm, poi rimossi senza rimpiazzo.
La dotazione elettronica verteva su un radar tridimensionale Head Net, e 1 Top Sail, alla sommità della piramide, ad oltre 30 metri dal livello del mare, fino all'altezza di oltre 40 metri. In più, radar guidamissili Head Light per SA-N 3, sui gradini della sovrastruttura, 2 Muf Cob per il tiro dei 57mm, 3 radar di navigazione Don-2, apparati radio di vario genere.
Le ECM erano, tipicamente, 1 serie ESM Side globe per l'ascolto di emissioni radar ostili, ben 4 sistemi serie Bell, di 2 tipi diversi, 2 lanciatori di chaff (disturbo visivo antimissile). Una dotazione completa, per ogni settore della guerra elettronica, per difendere la nave, che non aveva cannoni CIWS né missili antinave a bordo.
I sonar comprendevano un apparato a bassa frequenza a prua, e uno a media, capace di minore portata, ma a profondità variabile, utilizzabile in ogni condizione di velocità e mare.

## Servizio

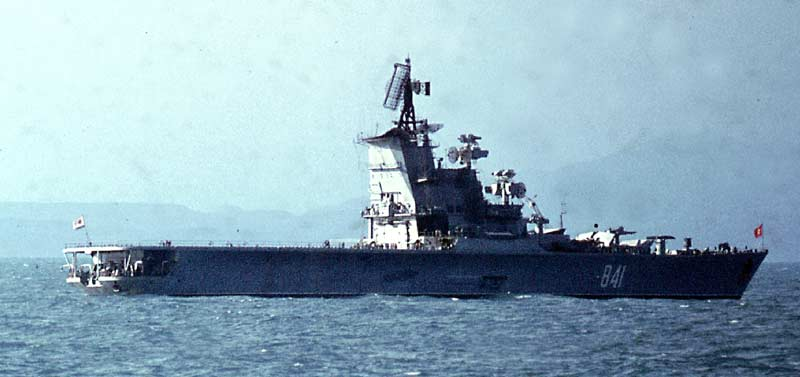
La Moskva al largo delle coste marocchine nel gennaio 1970 mostra, nel suo profilo, tutte le apparecchiature elettroniche e le rampe di lancio missili principali, nella loro caratteristica struttura a "scaloni"

Teoricamente, le Moskva erano adatte ad ogni forma di guerra ASW (Anti-Submarine Warfare, antisommergibile). Avevano una gamma di sensori e di armi per la caccia ASW, e soprattutto possedevano una squadriglia di volo con macchine assai efficienti, specializzate nella lotta ASW.
Tuttavia, esse non ebbero un giudizio favorevole: troppo difficile tracciare i silenziosi sottomarini lanciamissili (SSBN) occidentali, e troppo numerosi per affrontarli (sarebbe stato necessario produrre un elevato numero di navi di tale costo e complessità e con 850 uomini di equipaggio ciascuna).
Le Moskva vennero impiegate per lo più nel mar Mediterraneo e nel mar Nero, e diedero se non altro agli equipaggi un servizio più confortevole di quanto accadeva con le navi in servizio nelle altre flotte sovietiche.
La loro carriera le vide partecipare allo sminamento del canale di Suez dopo la guerra del 1973, ospitando elicotteri Mil Mi-8 specializzati, anche se non vi era modo di portarli in hangar (non avevano le pale del rotore ripiegabili). Usate talvolta anche nell'Oceano Indiano, esse hanno dato alla Marina Sovietica una buona esperienza per l'uso di mezzi aerei imbarcati, anche se non ebbero mai aerei a decollo verticale come il caccia supersonico Yakovlev Yak-38.
Dopo la caduta dell'URSS, queste navi sono passate in riserva e poi, durante gli anni '90, radiate. Esse sono state certamente utili nello sviluppo delle più grandi unità della classe Kiev, vere e proprie semi-portaerei.